# Onderscheidingen in Hohenzollern-Sigmaringen
De vorsten van Hohenzollern-Sigmaringen, de oudere en katholiek gebleven tak van het Huis Hohenzollern regeerden hun Zuid-Duitse vorstendom tot in het revolutiejaar 1848 een opstand uitbrak -onder andere door de enorm hoge belastingen - die op 27 augustus van dat jaar resulteerden in Karels abdicatie ten gunste van zijn zoon Karel Anton (1848-1849). De onenigheid tussen regering en volksvertegenwoordiging nam echter toe, waarop Pruisische troepen het land binnentrokken. Karel Anton deed op 7 december 1849 troonsafstand ten gunste van zijn verwant Frederik Willem IV van Pruisen, op voorwaarde dat de leden van zijn geslacht de voorrechten van leden van de Pruisische koninklijke familie zouden genieten. Dat betekende dat alle prinsen van Hohenzollern-Sigmaringen en Hohenzollern-Hechingen de Hohenzollernketen mochten dragen. Op 6 april 1850 vond de overdracht aan Pruisen plaats op basis van de wet van 12 maart 1850. Het land werd daarna bestuurd als Regierungsbezirk Sigmaringen-Hohenzollern, waarbij sommige taken vanuit de Rijnprovincie werden uitgevoerd. Op 1852 werden de regeringen in de twee vorstendommen Hohenzollern-Hechingen en Hohenzollern-Sigmaringen verenigd in een Pruisisch bestuur.
Waar het de decoraties betreft hebben de katholieke Hohenzollernvorsten de rechten van een na 1815 nog regerende familie uitgeoefend. Deze families hebben volkenrechtelijk een bijzondere status en het hoofd van een dergelijk geslacht is een "fons honorum". De jongere prinsen van het in Pruisen regerende koningshuis hebben geen orden en medailles ingesteld; zij zijn geen fons honorum.
De Pruisische koningen hebben het instellen van onderscheidingen en het uitbreiden van het aantal graden in de Huisorde van Hohenzollern, waarvan zij de protector waren, steeds goedgekeurd.

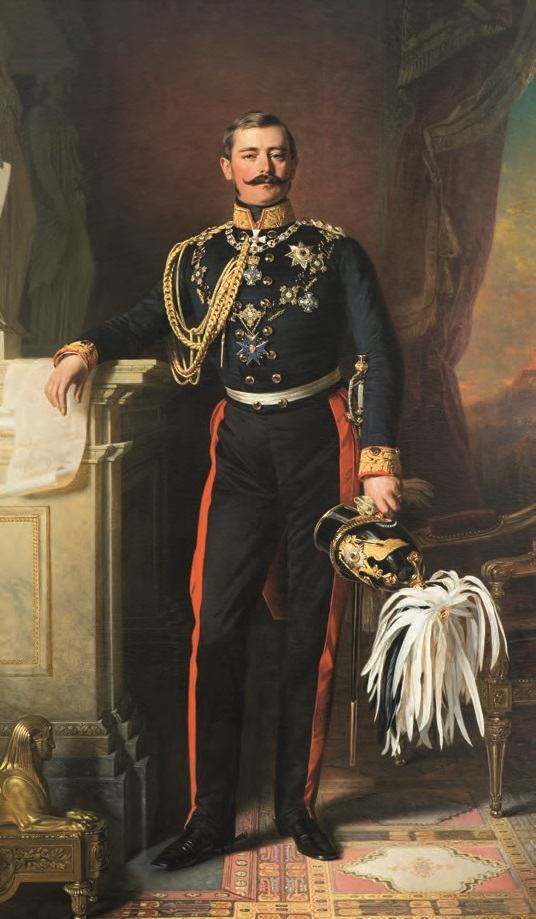
Vorst Karl Anton met de Hohenzollernketen, de keten en ster van de Hoge Orde van de Zwarte Adelaar, de Orde van de Rode Adelaar en de Huisorde van Hohenzollern

Karel Anton van Hohenzollern-Sigmaringen, van 1858 tot 1862 minister-president van Pruisen, nam na het uitsterven van de linie Hohenzollern-Hechingen in 1869 de titel vorst van Hohenzollern aan. Zijn zoon Leopold werd in 1870 door de Spaanse Cortes tot koning verkozen, wat door Frans protest aanleiding was voor de Frans-Duitse Oorlog. Zijn andere zoon Karel werd in 1866 als Carol I vorst en in 1881 koning van Roemenië. Omdat hij kinderloos bleef, regeerden na zijn dood de nazaten van Leopold tot 1947 over dit land.
Op 1 januari 1842 hadden de vorsten van Hohenzollern-Hechingen en Hohenzollern-Sigmaringen een Vorstelijk Hohenzollernse Huisorde ingesteld. Met de soevereiniteit over de Hohenzollernse vorstendommen nam Frederik Wilhelm IV ook het protectoraat over deze huisorde over.
Op 23 augustus 1851 werd de huisorde ook een Koninklijk Pruisische orde. In de Zuid-Duitse gebieden bleef zij in de oude vorm tot op de dag van heden bestaan. Aan het prachtlievende hof van de Hohenzollern in Sigmaringen wordt tot op heden een min of meer 19e-eeuwse staat gevoerd. Er is een hofjacht en een protocol als aan de hoven van regerende vorsten. De vorsten stichten en verlenen dan ook nog steeds onderscheidingen.
- De Vorstelijk Hohenzollernse Huisorde (Duits: "Fürstlich Hohenzollernscher Hausorden") 1841
- De Medaille voor de Landbouw 1842 - 1851 (Duits: "Landwirtschaftliche Preismedaille")
- De Medaille van 1850 (Duits: "Medaille von 1850")
- Het Kruis voor 25 Dienstjaren als Officier 1841 - 1850 (Duits: "Dienstauszeichnung-Kreuz für 25 Dienstjahre der Offiziere")
- Gesp voor 20 Dienstjaren als Onderofficier of Soldaat 1841 - 1850 (Duits: "Dienstauszeichnung für Unteroffiziere und Mannschaften für 20 Jahre")
- Gesp voor 15 Dienstjaren als Onderofficier of Soldaat 1841 - 1850
- Gesp voor 10 Dienstjaren als Onderofficier of Soldaat 1841 - 1850
- De Medaille Bene Merenti 1857 (Duits: "Medaille Bene Merenti")

De onderscheidingen van na 1869 kunnen worden beschouwd als "Onderscheidingen van Hohenzollern".
- De Gouden Huwelijksmedaille 1884, in Goud, Zilver en Brons (Duits: "Medaille auf die Goldene Hochzeit 1884")
- Het Herinneringsteken aan het Gouden Huwelijksfeest in 1884, in Goud, Zilver en Brons (Duits: "Erinnerungszeichen an die Goldene Hochzeit 1884")
- De Zilveren Huwelijksmedaille 1866, in Goud, Zilver en Brons (Duits: "Erinnerungsmedaille zur Silbernen Hochzeit 1866")
- Herinneringsmedaille van het Fusiliersregiment "Vorst Carl Anton von Hohenzollern" 1893 (Duits: "Erinnerungsmedaille für das Füsilier-Regiment Fürst Carl Anton von Hohenzollern")
- De Carl-Anton Herinneringsmedaille 1911 (Duits: "Carl Anton Erinnerungsmedaille 1911")
- Herinnerkruis van het Beierse 22e Infanterie-regiment "Vorst Wilhelm van Hohenzollern" 1918 (Duits: "Erinnerungskreuz des Bayerischen 22. Infanterie-Regiment Fürst Wilhelm von Hohenzollern"")
- Het Ereteken voor Trouw en Verdienste 1932 (Duits: "Ehrenzeichen für Treue und Verdienst")
- Het Ereteken voor 50 Dienstjaren 1935 (Duits: "Dienstjahresabzeichen")
- Het Ereteken voor 40 Dienstjaren
- Het Ereteken voor 25 Dienstjaren
- Het Ereteken voor 18 Dienstjaren
- Het Ereteken voor 10 Dienstjaren
- Het Ereteken voor Trouwe Dienst (?) (Duits: "Abzeichen für Treue Dienste")
- Het Ereteken van de Hofjacht 1910 - 1927, in Goud, Zilver en Brons (Duits: "Hofjagd-Abzeichen")
- Het Ereteken van de Hofjacht 1927 - 1965, in Emaille, Goud, Zilver en Brons (Duits: "Hofjagd-Abzeichen")
- De Orden Bene Merenti 1932 (Duits: "Orden Bene Merenti")
- Het Ereteken voor het Jubileum van 1952 1952 (Duits: "Jubiläums-Erinnerungsabzeichen 1952")
- Het Ereteken van de Vorstelijke Houtvesters en Jachthoornisten 1965 (Duits: "Abzeichen für Fürstliche Forstbeambte und Jagdhornbläser")

Er zijn, afgezien van de gedeelde Vorstelijk Hohenzollernse Huisorde geen Hohenzollern-Hechinger onderscheidingen ingesteld.